# Świat, który nadejdzie
Świat, który nadejdzie (ang. The World to Come) – amerykański dramat filmowy z 2020 roku w reżyserii Mony Fastvold. W głównych rolach wystąpili Katherine Waterston, Casey Affleck i Vanessa Kirby. Powstał na bazie książki The World to Come: Stories autorstwa Jima Sheparda, który napisał także scenariusz. Film miał premierę 6 września 2020 roku na 77. MFF w Wenecji.

## Fabuła
Na farmie w północnej części stanu Nowy Jork zamieszkuje razem małżeństwo Abigail i Dyera, które przechodzi żałobę po stracie córki. Obydwoje przechodzą ciężki dla siebie okres w inny sposób, a łączą ich codzienne czynności przy pracy w gospodarstwie. Wiosną Abigail poznaje Tallie i jej męża Finneya, którzy wynajmują farmę niedaleko ich. Obie kobiety zakochują się w sobie i w tajemnicy przed mężami rozpoczynają sekretny romans.

## Obsada
- Katherine Waterston jako Abigail
- Casey Affleck jako Dyer
- Vanessa Kirby jako Tallie
- Christopher Abbott jako Finney
- Karina Ziana Gherasim jako Nellie
- Liana Navrot jako wdowa Weldon
- Ioachim Ciobanu jako syn wdowy Weldon
- Sandra Personnic-House jako pani Nottoway[2]

## Produkcja
Zdjęcia do filmu powstały w całości w Rumunii. Poza Bukaresztem plenery obejmowały głównie Karpaty oraz dolinę w Transylwanii.

## Odbiór

### Reakcja krytyków
Film spotkał się z dobrą reakcją krytyków. W agregatorze recenzji Rotten Tomatoes 75% z 146 recenzji uznano za pozytywne. Z kolei w agregatorze Metacritic średnia ważona ocen z 30 recenzji wyniosła 73 punkty na 100.